# SN 2010ae
SN 2010ae – supernowa typu Iax odkryta 22 lutego 2010 roku w galaktyce E162-G17. W momencie odkrycia miała maksymalną jasność 15,90m.